# اچ‌ام‌اس ایکاروس (دی۰۳)
اچ‌ام‌اس ایکاروس (دی۰۳) (به انگلیسی: HMS Icarus (D03)) یک کشتی بود که طول آن ۳۲۳ فوت (۹۸٫۵ متر) بود. این کشتی در سال ۱۹۳۶ ساخته شد.